# Іньїго Мартінес
Іньїго Мартінес Берріді (ісп. Iñigo Martínez Berridi, нар. 17 травня 1991, Ондарроа, Іспанія) — іспанський футболіст, захисник національної збірної Іспанії та «Аль-Наср».

## Клубна кар'єра
Вихованець юнацьких команд футбольних клубів «Ауррера Ондарроа» та «Реал Сосьєдад».
У дорослому футболі дебютував 2009 року виступами за команду клубу «Реал Сосьєдад Б», в якій провів два сезони, взявши участь у 54 матчах чемпіонату. Більшість часу, проведеного у складі другої команди «Реал Сосьєдада», був основним гравцем захисту команди.
До складу дорослої команди приєднався 2011 року.Де грав 6,5 років.В січні 2018 року перейшов до стану принципових суперників «Реал Сосьєдада»
«Атлетика» з Більбао. Влітку 2023 Іньїго Мартінес на правах вільного агента став гравцем «Барселони».

## Виступи за збірні
Протягом 2011—2012 років залучався до складу молодіжної збірної Іспанії. На молодіжному рівні зіграв у 20 офіційних матчах.
2013 року дебютував в офіційних матчах у складі національної збірної Іспанії.
| Дата       | Місто     | Господарі            | Результат | Гості    | Турнір                               | Голи | Примітки |
| ---------- | --------- | -------------------- | --------- | -------- | ------------------------------------ | ---- | -------- |
| 14-8-2013  | Гуаякіль  | Еквадор              | 0 – 2     | Іспанія  | товариський матч                     | -    | 70'      |
| 16-11-2013 | Малабо    | Екваторіальна Гвінея | 1 – 2     | Іспанія  | товариський матч                     | -    | 80'      |
| 9-10-2016  | Шкодер    | Албанія              | 0 – 2     | Іспанія  | Відбір до ЧС 2018                    | -    | 80'      |
| 15-11-2016 | Лондон    | Англія               | 2 – 2     | Іспанія  | товариський матч                     | -    | 30'      |
| 8-9-2018   | Лондон    | Англія               | 1 – 2     | Іспанія  | Ліга націй УЄФА 2018—2019 - 1-й етап | -    | 87'      |
| 15-11-2018 | Загреб    | Хорватія             | 3 – 2     | Іспанія  | Ліга націй УЄФА 2018—2019 - 1-й етап | -    |          |
| 23-3-2019  | Валенсія  | Іспанія              | 2 – 1     | Норвегія | Відбір до ЧЄ 2020                    | -    | 64'      |
| 10-6-2019  | Мадрид    | Іспанія              | 3 – 0     | Швеція   | Відбір до ЧЄ 2020                    | -    | 88'      |
| 12-10-2019 | Осло      | Норвегія             | 1 – 1     | Іспанія  | Відбір до ЧЄ 2020                    | -    | 88'      |
| 15-10-2019 | Стокгольм | Швеція               | 1 – 1     | Іспанія  | Відбір до ЧЄ 2020                    | -    |          |
| 18-11-2019 | Мадрид    | Іспанія              | 5 – 0     | Румунія  | Відбір до ЧЄ 2020                    | -    |          |
| 11-11-2020 | Амстердам | Нідерланди           | 1 – 1     | Іспанія  | товариський матч                     | -    | 85'      |
| 25-3-2021  | Гранада   | Іспанія              | 1 – 1     | Греція   | Відбір до ЧС 2022                    | -    | 46' 56'  |
| 28-3-2021  | Тбілісі   | Грузія               | 1 – 2     | Іспанія  | Відбір до ЧС 2022                    | -    | 46'      |
| 31-3-2021  | Севілья   | Іспанія              | 3 – 1     | Косово   | Відбір до ЧС 2022                    | -    |          |
| 8-9-2021   | Приштина  | Косово               | 0 – 2     | Іспанія  | Відбір до ЧС 2022                    | -    |          |
| 11-11-2021 | Афіни     | Греція               | 0 – 1     | Іспанія  | Відбір до ЧС 2022                    | -    | 89'      |
| 5-6-2022   | Прага     | Чехія                | 2 – 2     | Іспанія  | Ліга націй УЄФА 2022—2023 - 1-й етап | 1    |          |
| 12-6-2022  | Малага    | Іспанія              | 2 – 0     | Чехія    | Ліга націй УЄФА 2022—2023 - 1-й етап | -    |          |
| 28-3-2023  | Глазго    | Шотландія            | 2 – 0     | Іспанія  | Відбір до ЧЄ 2024                    | -    |          |
| Усього     |           | Матчів               | 20        |          | Голів                                | 1    |          |

## Титули і досягнення
- Володар Суперкубка Іспанії (2):

«Атлетік»: 2020
«Барселона»: 2024
- Переможець Кубка Іспанії (1):

«Барселона»: 2024-25
- Чемпіон Іспанії (1):

«Барселона»: 2024-25
Збірні
- Чемпіон Європи (U-21): 2013